# Botrugno
Botrugno község (comune) Olaszország Puglia régiójában, Lecce megyében.

## Fekvése
A Salentói-félszigeten fekszik, Leccétől  délre, 10 km-re nyugatra az Adriai-tenger partjától.

## Története
Botrugnót görög telepesek alapították, miután a közeli Muro Leccesét a 12. században I. Vilmos szicíliai király seregei elpusztították. A település a 19. század elejéig feudális birtok volt. Hűbérurai közül a legjelentősebbek a Castriota-Scanderberg albán származású család tagjai közül kerültek ki. 

## Népessége
A lakosság számának alakulása:

## Főbb látnivalói
- Palazzo Marchesale dei Guarini – 17. századi barokk stílusú, erdő jellegű nemesi palota
- Spirito Santo-templom – a 16. század végén épült egy korábbi kápolna helyén. Ma Botrugno legjelentősebb temploma, itt áll védőszentjének, Szent Oronzónak az oltára.